# Druk wielkoformatowy
Druk wielkoformatowy to nowoczesna technologia stosowana do produkcji form drukowanych na materiale banerowym, folii i papierze. Ta technika stosowana jest bardzo często do zagospodarowania powierzchni billboardów, do produkcji banerów reklamowych, tablic, szyldów, plakatów, materiałów reklamowych do kasetonów, stojaków, potykaczy, czy też roll-up’ów.

## Technologie druku wielkoformatowego
Druk wielkoformatowy może być realizowany w wielu technologiach w zależności od potrzeb:
- Druk solwentowy,
- Druk ekosolwentowy,
- Druk barwnikowy,
- Druk termosublimacyjny,
- Druk lateksowy,
- Druk UV.

## Jaki rozmiar uznawany jest za druk wielkoformatowy?
Za druk wielkoformatowy zazwyczaj uznawany jest rozmiar, który nie jest obsługiwany przez komercyjne drukarki dostępne w domu i pracy. Największe drukarki obsługują rozmiary do ok. 45cm, więc za druk wielkoformatowy uznać należy już rozmiar zaczynający się od 50cm szerokości. Rozmiar powyżej 50cm wymaga już zazwyczaj specjalistycznych drukarek. Wielkość druku wielkoformatowego dochodzi nawet do kilku metrów szerokości. 